# Mesocyclops
Mesocyclops – rodzaj widłonogów z rodziny Cyclopidae. Nazwa naukowa tego rodzaju skorupiaków została opublikowana w 1914 roku przez norweskiego hydrobiologa Georga Ossiana Sarsa.

## Biologia
Podczas obserwacji i badań laboratoryjnych ustalono, że wiele gatunków mesocyclopsów żeruje na larwach komarów, w związku z tym są one stosowane jako nietoksyczna i naturalna metoda ich zwalczania. Mesocyclopsy są hodowane i wpuszczane do zbiorników wodnych, w których składają jaja samice komara egipskiego. Zaletą tej metody jest możliwość edukowania ludności w zakresie rozpoznawania widłonogów, ich łowienia oraz rozprzestrzeniania w nowych zbiornikach wodnych. Dzięki temu w łatwy, nieprofesjonalny sposób znacząco zmniejsza się populację groźnych dla człowieka owadów. Badania terenowe w Wietnamie wykazały, że stosowanie metody rozprzestrzeniania mesocyclopsów przez ludność doprowadziło do praktycznego wytępienia na tamtym terenie komara egipskiego, który roznosił wirusa dengi. Ponieważ rodzaj Mesocyclops jest żywicielem pasożyta riszta zwanego robakiem medyńskim (Dracunculus medinensis), który powoduje drakunkulozę, metoda ta jest potencjalnie niebezpieczna w niewielkiej liczbie krajów, w których pasożyt ten nadal występuje.

## Podział systematyczny
Do rodzaju należą następujące gatunki:

- Mesocyclops acanthoramus Holynska & Brown, 2003
- Mesocyclops aequatorialis Kiefer, 1929
- Mesocyclops affinis van de Velde, 1987
- Mesocyclops albicans (G.W. Smith, 1909)
- Mesocyclops americanus Dussart, 1985
- Mesocyclops annae Kiefer, 1930
- Mesocyclops annulatus (Wierzejski, 1892)
- Mesocyclops araucanus Löffler, 1962
- Mesocyclops arcanus Defaye, 1995
- Mesocyclops aspericornis (Daday, 1906)
- Mesocyclops augusti Papa & Holynska, 2013
- Mesocyclops australiensis (G.O. Sars, 1908)
- Mesocyclops bosumtwii Mirabdullayev, Sanful & Frempong, 2007
- Mesocyclops brasilianus Kiefer, 1933
- Mesocyclops brevisetosus Dussart & Sarnita, 1987
- Mesocyclops brooksi Pesce, De Laurentiis & Humphreys, 1996
- Mesocyclops chaci Fiers (in Fiers, Reid, Iliffe & Suárez-Morales), 1996
- Mesocyclops cokeri Najam-un-Nisa, Mahoon & Irfa Khan, 1987 (nomen dubium)
- Mesocyclops cuttacuttae Dumont & Maas, 1985
- Mesocyclops dadayi Holynska, 1997
- Mesocyclops darwini Dussart & Fernando, 1988
- Mesocyclops dayakorum Holynska, 2000
- Mesocyclops dissimilis Defaye & Kawabata, 1993
- Mesocyclops dussarti van de Velde, 1984
- Mesocyclops edax (Forbes, 1891)
- Mesocyclops ellipticus Kiefer, 1936
- Mesocyclops evadomingoi Gutierrez-Aguirre & Suarez-Morales, 2001
- Mesocyclops ferjemurami Holynska & Nam, 2000
- Mesocyclops forbesi Najam-un-Nisa, Mahoon & Irfa Khan, 1987 (nomen dubium)
- Mesocyclops francisci Holynska, 2000
- Mesocyclops friendorum Holynska, 2000
- Mesocyclops geminus Holynska, 2000
- Mesocyclops granulatus Dussart & Fernando, 1988
- Mesocyclops guangxiensis Reid & Kay, 1992
- Mesocyclops holynskae Karanovic, 2006
- Mesocyclops insulensis Dussart, 1982
- Mesocyclops intermedius Pesce, 1985
- Mesocyclops iranicus Lindberg, 1936
- Mesocyclops isabellae Dussart & Fernando, 1988
- Mesocyclops jakartensis Alekseev, in: Alekseev, Haffner, Vaillant & Yusoff, 2013
- Mesocyclops kawamurai K. Kikuchi, 1940
- Mesocyclops kayi Holynska & Brown, 2003
- Mesocyclops kieferi van de Velde, 1984
- Mesocyclops leuckarti (Claus, 1857)
- Mesocyclops longisetus (Thiébaud, 1912)
- Mesocyclops major G.O. Sars, 1927
- Mesocyclops mariae Guo, 2000
- Mesocyclops medialis Defaye, 2001
- Mesocyclops meridianus (Kiefer, 1926)
- Mesocyclops meridionalis Dussart & Frutos, 1986
- Mesocyclops microlasius Kiefer, 1981
- Mesocyclops monardi (Perret, 1925)
- Mesocyclops mongoliensis Kiefer, 1981
- Mesocyclops notius Kiefer, 1981
- Mesocyclops obsoletus (Koch, 1838)
- Mesocyclops ogunnus Onabamiro, 1957
- Mesocyclops paludosus Lindberg, 1956
- Mesocyclops papuensis van de Velde, 1987
- Mesocyclops paranaensis Dussart & Frutos, 1986
- Mesocyclops parentium Holynska, 1997
- Mesocyclops pehpeiensis Hu, 1943
- Mesocyclops pescei Petkovski, 1986
- Mesocyclops pilosus Kiefer, 1930
- Mesocyclops pseudoannae van de Velde, 1987
- Mesocyclops pseudomeridianus Defaye & Dussart, 1989
- Mesocyclops pseudospinosus Dussart & Fernando, 1988
- Mesocyclops pubiventris Holynska & Brown, 2003
- Mesocyclops rarus Kiefer, 1981
- Mesocyclops reidae Petkovski, 1986
- Mesocyclops restrictus Dussart & Fernando, 1985
- Mesocyclops roberti Holynska & Stoch, 2012
- Mesocyclops ruttneri Kiefer, 1981
- Mesocyclops salinus Onabamiro, 1957
- Mesocyclops shenzhenensis Guo, 2000
- Mesocyclops simillimus Brady, 1907
- Mesocyclops sondoongensis Tran & Holynska, 2015
- Mesocyclops spinosus van de Velde, 1984
- Mesocyclops splendidus Lindberg, 1943
- Mesocyclops tenuisaccus (G.O. Sars, 1927)
- Mesocyclops thermocyclopoides Harada, 1931
- Mesocyclops tobae Kiefer, 1933
- Mesocyclops woutersi van de Velde, 1987
- Mesocyclops wraniki Baribwegure & Dumont, 2000
- Mesocyclops yenae Holynska, 1998
- Mesocyclops yesoensis Ishida, 1999
- Mesocyclops yutsil Reid in Fiers, Reid, Iliffe & Suárez-Morales, 1996